# Bonez MC/Diskografie
Diese Diskografie ist eine Übersicht über die musikalischen Werke des deutschen Rappers Bonez MC. Den Schallplattenauszeichnungen zufolge hat er bisher mehr als 15,4 Millionen Tonträger verkauft, wovon er allein in Deutschland bis heute über 15 Millionen Tonträger verkaufte und somit zu den Musikern mit den meisten verkauften Tonträgern des Landes zählt. Seine erfolgreichste Veröffentlichung ist die Single Ohne mein Team mit über 1,6 Millionen verkauften Einheiten. In Deutschland avancierten mit Palmen aus Plastik, Ohne mein Team und 500 PS drei Singles zu Millionensellern, womit sie allesamt nicht nur zu den meistverkauften Rapsongs, sondern allgemein zu den meistverkauften Singles des Landes zählen. Neben RAF Camora konnte kein anderer Rapper als Autor oder Interpret mehr Millionenseller in Deutschland landen. Genreübergreifend landete nur Freddy Quinn (6) als Interpret und Lotar Olias als Autor (4) mehr Millionenseller. Bei den Interpreten hält Bonez MC mit 168 Liedern den Rekord mit den meisten Charthits in den deutschen Singlecharts. Darüber hinaus zählt Bonez MC die zweitmeisten Top-10-Singles als Interpret (52) in Deutschland, nur Capital Bra ist in dieser Hinsicht mit 55 Top-10-Singles erfolgreicher.
Auch abseits der offiziellen Singlecharts feiert Bonez MC Erfolge. In den deutschen Hip-Hop-Charts landete er sieben Nummer-eins-Alben und stand insgesamt 28 Wochen an der Chartspitze, länger als jeder andere Interpret.

## Alben

### Studioalben
| Jahr | Titel Musiklabel                                              | Höchstplatzierung, Gesamtwochen, AuszeichnungChartplatzierungen (Jahr, Titel, Musiklabel, Platzierungen, Wochen, Auszeichnungen, Anmerkungen) | Höchstplatzierung, Gesamtwochen, AuszeichnungChartplatzierungen (Jahr, Titel, Musiklabel, Platzierungen, Wochen, Auszeichnungen, Anmerkungen) | Höchstplatzierung, Gesamtwochen, AuszeichnungChartplatzierungen (Jahr, Titel, Musiklabel, Platzierungen, Wochen, Auszeichnungen, Anmerkungen) | Anmerkungen                                                  |
| Jahr | Titel Musiklabel                                              | DE | AT | CH | Anmerkungen                                                  |
| ---- | ------------------------------------------------------------- | --- | --- | --- | ------------------------------------------------------------ |
| 2012 | Krampfhaft kriminell Toprott Muzik (Distributionz • Soulfood) | DE60 (1 Wo.)DE | — | — | Erstveröffentlichung: 16. November 2012                      |
| 2020 | Hollywood Vertigo Berlin (UMG)                                | DE1 Gold · (57 Wo.)DE | AT1 (81 Wo.)AT | CH1 (33 Wo.)CH | Erstveröffentlichung: 11. September 2020 Verkäufe: + 100.000 |
| 2020 | Hollywood Uncut Vertigo Berlin (UMG)                          | DE1 (15 Wo.)DE | AT2 (23 Wo.)AT | CH7 (10 Wo.)CH | Erstveröffentlichung: 30. Oktober 2020                       |
| 2024 | Gameboy Vertigo/Capitol (UMG)                                 | DE2 (22 Wo.)DE | AT1 (16 Wo.)AT | CH2 (7 Wo.)CH | Erstveröffentlichung: 31. Oktober 2024                       |

### Kollaboalben

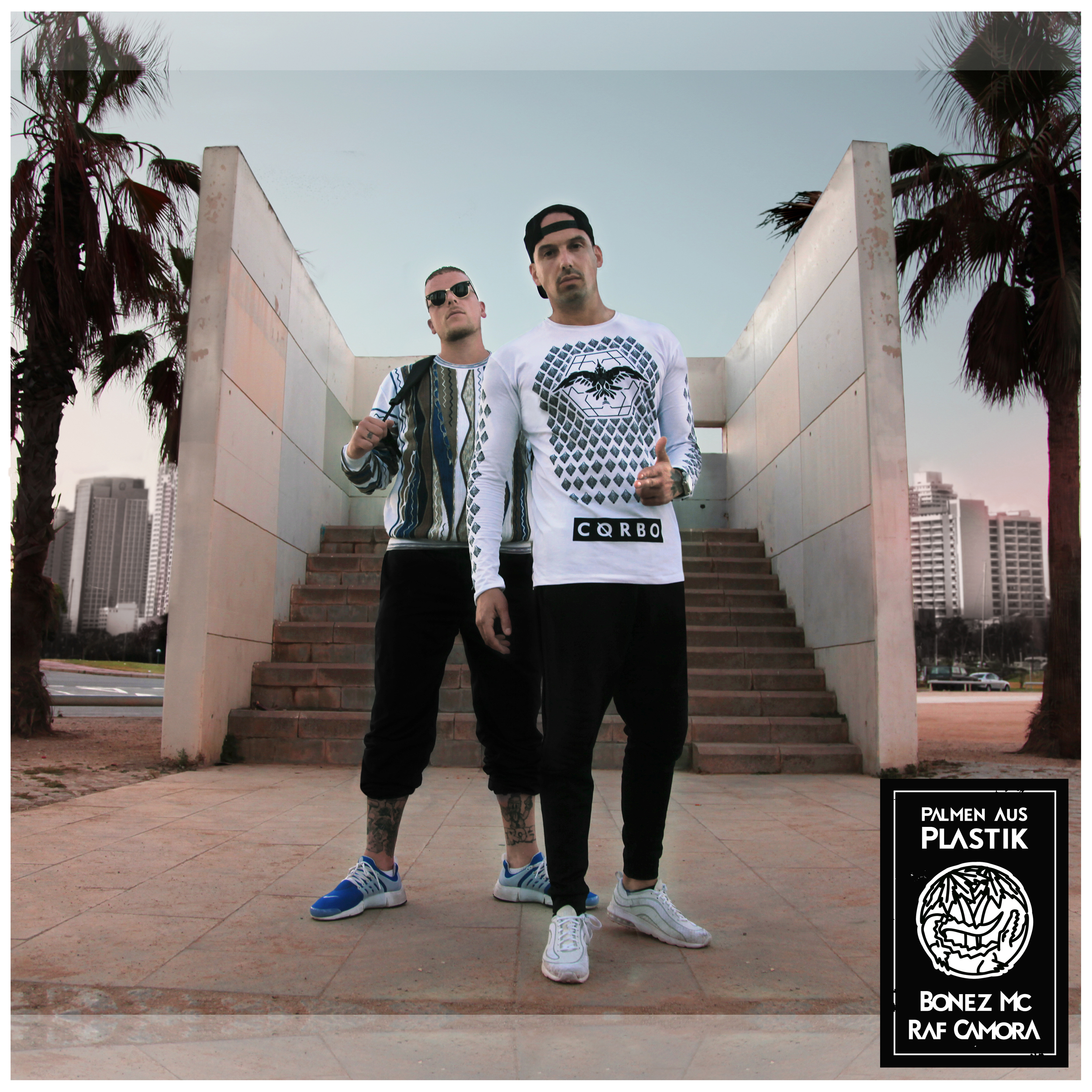
Frontcover zu Palmen aus Plastik.

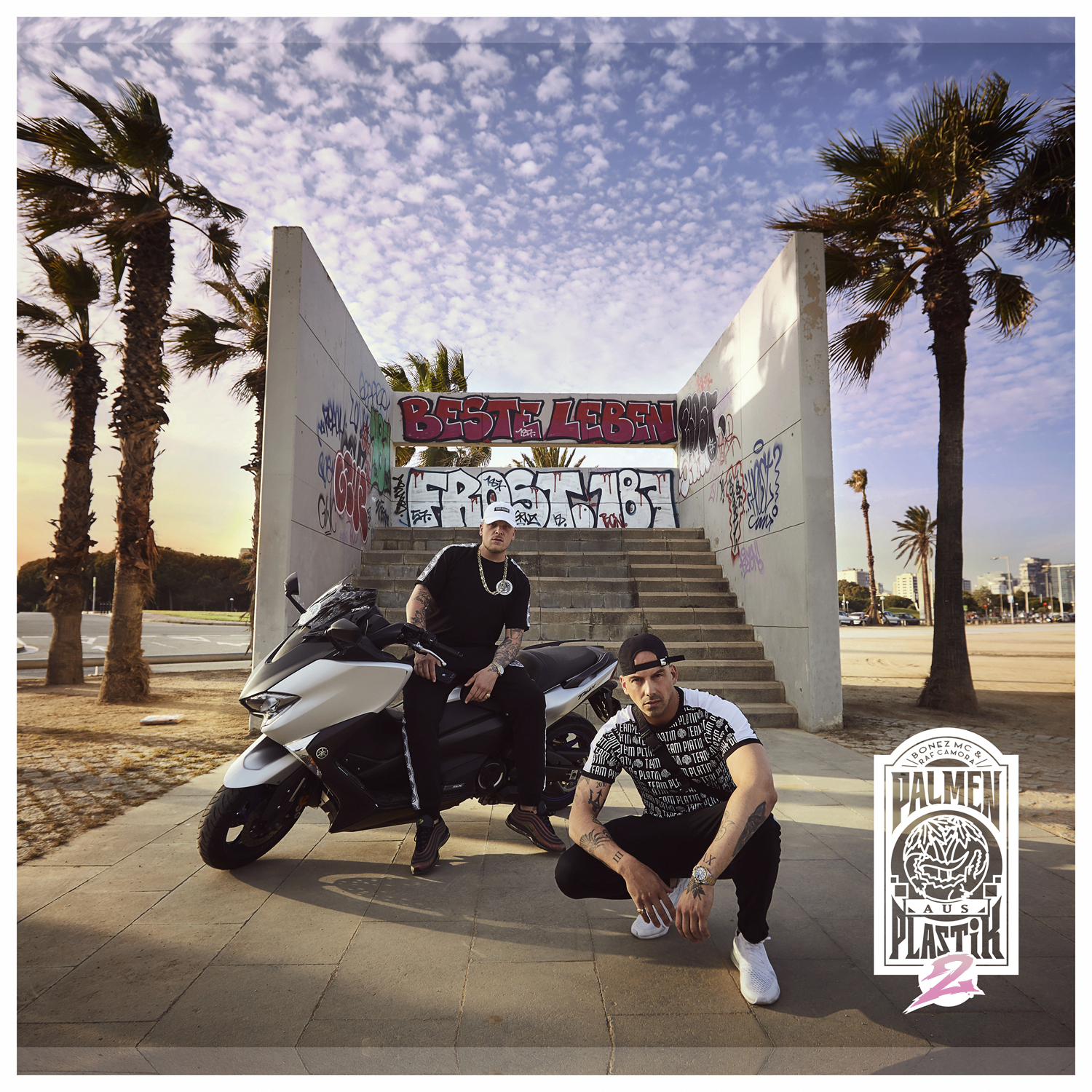
Frontcover zu Palmen aus Plastik 2.

| Jahr | Titel Musiklabel                          | Höchstplatzierung, Gesamtwochen, AuszeichnungChartplatzierungen (Jahr, Titel, Musiklabel, Platzierungen, Wochen, Auszeichnungen, Anmerkungen) | Höchstplatzierung, Gesamtwochen, AuszeichnungChartplatzierungen (Jahr, Titel, Musiklabel, Platzierungen, Wochen, Auszeichnungen, Anmerkungen) | Höchstplatzierung, Gesamtwochen, AuszeichnungChartplatzierungen (Jahr, Titel, Musiklabel, Platzierungen, Wochen, Auszeichnungen, Anmerkungen) | Anmerkungen                                                                 |
| Jahr | Titel Musiklabel                          | DE | AT | CH | Anmerkungen                                                                 |
| ---- | ----------------------------------------- | --- | --- | --- | --------------------------------------------------------------------------- |
| 2007 | Zwei Assis trumpfen auf Selbstverlag      | — | — | — | Erstveröffentlichung: 2007 mit AchtVier                                     |
| 2014 | High & hungrig Distri (Soulfood)          | DE9 (8 Wo.)DE | AT28 (1 Wo.)AT | CH36 (1 Wo.)CH | Erstveröffentlichung: 23. Mai 2014 mit Gzuz                                 |
| 2016 | High & hungrig 2 Auf!Keinen!Fall! (UMG)   | DE1 Platin · (36 Wo.)DE | AT2 (6 Wo.)AT | CH2 (8 Wo.)CH | Erstveröffentlichung: 27. Mai 2016 Verkäufe: + 200.000; mit Gzuz            |
| 2016 | Palmen aus Plastik Auf!Keinen!Fall! (UMG) | DE1 ×2Doppelplatin · (129 Wo.)DE | AT2 Platin · (173 Wo.)AT | CH1 (19 Wo.)CH | Erstveröffentlichung: 9. September 2016 Verkäufe: + 415.000; mit RAF Camora |
| 2018 | Palmen aus Plastik 2 Vertigo Berlin (UMG) | DE1 Gold · (118 Wo.)DE | AT1 Gold · (232 Wo.)AT | CH1 (104 Wo.)CH | Erstveröffentlichung: 5. Oktober 2018 Verkäufe: + 107.500; mit RAF Camora   |
| 2022 | Palmen aus Plastik 3 Vertigo Berlin (UMG) | DE1 (45 Wo.)DE | AT1 Platin · (64 Wo.)AT | CH2 (33 Wo.)CH | Erstveröffentlichung: 9. September 2022 Verkäufe: + 15.000; mit RAF Camora  |
| 2023 | High & hungrig 3 Vertigo/Capitol (UMG)    | DE1 (28 Wo.)DE | AT1 (22 Wo.)AT | CH1 (15 Wo.)CH | Erstveröffentlichung: 27. April 2023 mit Gzuz                               |

### Mixtapes
| Jahr | Titel Musiklabel                             | Anmerkungen                            |
| ---- | -------------------------------------------- | -------------------------------------- |
| 2008 | Mehr geht nicht Jentown Crhyme Records (RTD) | Erstveröffentlichung: 29. Februar 2008 |

### EPs
| Jahr | Titel Musiklabel                                               | Höchstplatzierung, Gesamtwochen, AuszeichnungChartplatzierungen (Jahr, Titel, Musiklabel, Platzierungen, Wochen, Auszeichnungen, Anmerkungen) | Höchstplatzierung, Gesamtwochen, AuszeichnungChartplatzierungen (Jahr, Titel, Musiklabel, Platzierungen, Wochen, Auszeichnungen, Anmerkungen) | Höchstplatzierung, Gesamtwochen, AuszeichnungChartplatzierungen (Jahr, Titel, Musiklabel, Platzierungen, Wochen, Auszeichnungen, Anmerkungen) | Anmerkungen |
| Jahr | Titel Musiklabel                                               | DE | AT | CH | Anmerkungen |
| ---- | -------------------------------------------------------------- | --- | --- | --- | --- |
| 2006 | 187 Strassen Bande Selbstverlag                                | — | — | — | Erstveröffentlichung: 2006 |
| 2013 | Auf Teufel komm raus DePeKa Records (Distributionz • Soulfood) | — | — | — | Erstveröffentlichung: 15. März 2013 mit Kontra K |
| 2016 | Tannen aus Plastik Auf!Keinen!Fall! (UMG)                      | DE*DE | AT*AT | CH*CH | Erstveröffentlichung: 16. Dezember 2016 mit RAF Camora auch Teil von Palmen aus Plastik – Winteredition * Verkäufe werden Palmen aus Plastik hinzuaddiert |
| 2018 | Vulcano EP Vertigo Berlin (UMG)                                | DE41 (2 Wo.)DE | AT15 (3 Wo.)AT | CH47 (2 Wo.)CH | Erstveröffentlichung: 5. Oktober 2018 mit RAF Camora auch Teil von Palmen aus Plastik 2 (Boxset)                                                          |
| 2023 | Loveline EP Vertigo Berlin (UMG)                               | DE4 (4 Wo.)DE | AT9 (4 Wo.)AT | CH20 (4 Wo.)CH | Erstveröffentlichung: 2. November 2023 |
| 2025 | Dumm aber doppelt 187 Strassenbande (187)                      | DE2 (… Wo.)DE | AT2 (… Wo.)AT | CH2 (… Wo.)CH | Erstveröffentlichung: 17. Juli 2025 mit LX |

## Singles

### Als Leadmusiker
| Jahr | Titel Album                                | Höchstplatzierung, Gesamtwochen, AuszeichnungChartplatzierungen (Jahr, Titel, Album, Platzierungen, Wochen, Auszeichnungen, Anmerkungen) | Höchstplatzierung, Gesamtwochen, AuszeichnungChartplatzierungen (Jahr, Titel, Album, Platzierungen, Wochen, Auszeichnungen, Anmerkungen) | Höchstplatzierung, Gesamtwochen, AuszeichnungChartplatzierungen (Jahr, Titel, Album, Platzierungen, Wochen, Auszeichnungen, Anmerkungen) | Anmerkungen |
| Jahr | Titel Album                                | DE | AT | CH | Anmerkungen |
| --- | ------------------------------------------ | --- | --- | --- | --- |
| 2016 | Palmen aus Plastik                         | DE10 Diamant · (53 Wo.)DE | AT51 (4 Wo.)AT | CH66 (3 Wo.)CH | Erstveröffentlichung: 15. Juli 2016 Verkäufe: + 1.000.000; mit RAF Camora |
| 2016 | Ruhe nach dem Sturm Palmen aus Plastik     | DE42 Gold · (9 Wo.)DE | — | — | Erstveröffentlichung: 22. Juli 2016 Verkäufe: + 200.000; mit RAF Camora |
| 2016 | Mörder Palmen aus Plastik                  | DE20 ×3Dreifachgold · (25 Wo.)DE | AT67 (1 Wo.)AT | — | Erstveröffentlichung: 19. August 2016 Verkäufe: + 600.000; mit RAF Camora feat. Gzuz |
| 2016 | Ohne mein Team Palmen aus Plastik          | DE7 ×4Vierfachplatin · (90 Wo.)DE | AT34 Gold · (… Wo.)AT | CH58 (26 Wo.)CH | Erstveröffentlichung: 6. September 2016 Verkäufe: + 1.615.000; mit RAF Camora feat. Maxwell |
| 2016 | Palmen aus Gold Tannen aus Plastik         | DE7 Platin · (16 Wo.)DE | AT35 (4 Wo.)AT | CH35 (4 Wo.)CH | Erstveröffentlichung: 24. November 2016 Verkäufe: + 400.000; mit RAF Camora |
| 2016 | An ihnen vorbei Tannen aus Plastik         | DE8 Platin · (18 Wo.)DE | AT48 (2 Wo.)AT | CH34 (1 Wo.)CH | Erstveröffentlichung: 12. Dezember 2016 Verkäufe: + 400.000; mit RAF Camora |
| 2017 | 100k –                                     | — | — | — | Erstveröffentlichung: 29. Januar 2017 mit Gzuz & Maxwell |
| 2017 | Mit den Jungz Sampler 4                    | DE11 Platin · (11 Wo.)DE | AT45 (3 Wo.)AT | CH62 (1 Wo.)CH | Erstveröffentlichung: 11. Juli 2017 Verkäufe: + 400.000; mit Gzuz & LX |
| 2017 | Glaub mir –                                | DE28 (5 Wo.)DE | AT65 (5 Wo.)AT | CH74 (1 Wo.)CH | Erstveröffentlichung: 11. August 2017 |
| 2018 | 500 PS Palmen aus Plastik 2                | DE1 Diamant · (77 Wo.)DE | AT2 Platin · (82 Wo.)AT | CH4 (37 Wo.)CH | Erstveröffentlichung: 3. August 2018 Verkäufe: + 1.030.000; mit RAF Camora |
| 2018 | Risiko Palmen aus Plastik 2                | DE2 Gold · (14 Wo.)DE | AT2 Gold · (7 Wo.)AT | CH2 (6 Wo.)CH | Erstveröffentlichung: 24. August 2018 Verkäufe: + 215.000; mit RAF Camora |
| 2018 | Kokain Palmen aus Plastik 2                | DE1 ×3Dreifachgold · (27 Wo.)DE | AT1 Gold · (34 Wo.)AT | CH3 (9 Wo.)CH | Erstveröffentlichung: 14. September 2018 Verkäufe: + 615.000; mit RAF Camora feat. Gzuz |
| 2019 | 1K Shotz –                                 | DE21 (2 Wo.)DE | AT19 (2 Wo.)AT | CH41 (1 Wo.)CH | Erstveröffentlichung: 10. Mai 2019 mit SosMula |
| 2019 | Honda Civic Nonstop                        | DE5 Platin · (19 Wo.)DE | AT3 Platin · (18 Wo.)AT | CH4 Platin · (10 Wo.)CH | Erstveröffentlichung: 27. September 2019 Verkäufe: + 450.000; mit The Cratez |
| 2020 | Shotz Fired –                              | DE4 Gold · (11 Wo.)DE | AT1 Gold · (11 Wo.)AT | CH6 (4 Wo.)CH | Erstveröffentlichung: 10. April 2020 Verkäufe: + 215.000 |
| 2020 | Roadrunner Hollywood                       | DE1 Gold · (20 Wo.)DE | AT1 Gold · (14 Wo.)AT | CH2 (7 Wo.)CH | Erstveröffentlichung: 22. Mai 2020 Verkäufe: + 215.000 |
| 2020 | Big Body Benz Hollywood                    | DE1 Gold · (16 Wo.)DE | AT1 Gold · (11 Wo.)AT | CH2 (7 Wo.)CH | Erstveröffentlichung: 19. Juni 2020 Verkäufe: + 215.000 |
| 2020 | Tilidin weg Hollywood                      | DE3 Gold · (10 Wo.)DE | AT2 Gold · (7 Wo.)AT | CH5 (6 Wo.)CH | Erstveröffentlichung: 31. Juli 2020 Verkäufe: + 215.000 |
| 2020 | Fuckst mich nur ab Hollywood               | DE1 Gold · (11 Wo.)DE | AT2 Gold · (10 Wo.)AT | CH4 (8 Wo.)CH | Erstveröffentlichung: 4. September 2020 Verkäufe: + 215.000 |
| 2020 | Niemals unter 1000 Hollywood Uncut         | DE4 (8 Wo.)DE | AT6 (6 Wo.)AT | CH11 (5 Wo.)CH | Erstveröffentlichung: 24. September 2020 feat. LX |
| 2020 | Angeklagt Hollywood Uncut                  | DE1 Platin · (16 Wo.)DE | AT1 Gold · (14 Wo.)AT | CH2 (11 Wo.)CH | Erstveröffentlichung: 23. Oktober 2020 Verkäufe: + 415.000 |
| 2021 | Paradies Sampler 5                         | DE2 (7 Wo.)DE | AT4 (6 Wo.)AT | CH9 (4 Wo.)CH | Erstveröffentlichung: 22. Januar 2021 mit Gzuz & Sa4 |
| 2021 | Verpennt Sampler 5                         | DE8 (5 Wo.)DE | AT7 (4 Wo.)AT | CH12 (3 Wo.)CH | Erstveröffentlichung: 25. März 2021 mit LX & Sa4 |
| 2021 | Extasy Sampler 5                           | DE1 Platin · (17 Wo.)DE | AT3 (10 Wo.)AT | CH11 (5 Wo.)CH | Erstveröffentlichung: 7. Mai 2021 Verkäufe: + 400.000; feat. Frauenarzt |
| 2021 | Vielen Dank –                              | DE5 (5 Wo.)DE | AT4 (4 Wo.)AT | CH11 (3 Wo.)CH | Erstveröffentlichung: 20. Mai 2021 mit LX, Maxwell & Sa4 |
| 2021 | Eine Pille –                               | DE12 (3 Wo.)DE | AT14 (2 Wo.)AT | CH20 (2 Wo.)CH | Erstveröffentlichung: 23. September 2021 |
| 2022 | Bob Marley Nonstop: NXTGEN                 | DE13 (3 Wo.)DE | AT24 (2 Wo.)AT | CH39 (1 Wo.)CH | Erstveröffentlichung: 29. April 2022 mit The Cratez & LX |
| 2022 | Letztes Mal Palmen aus Plastik 3           | DE2 (12 Wo.)DE | AT2 (8 Wo.)AT | CH3 (7 Wo.)CH | Erstveröffentlichung: 15. Juli 2022 mit RAF Camora |
| 2022 | Sommer Palmen aus Plastik 3                | DE3 (10 Wo.)DE | AT2 (10 Wo.)AT | CH2 (7 Wo.)CH | Erstveröffentlichung: 4. August 2022 mit RAF Camora |
| 2022 | Taxi Palmen aus Plastik 3                  | DE3 (9 Wo.)DE | AT3 (10 Wo.)AT | CH3 (6 Wo.)CH | Erstveröffentlichung: 2. September 2022 mit RAF Camora feat. Gzuz |
| 2022 | Buzz Down –                                | DE19 (6 Wo.)DE | AT23 (5 Wo.)AT | CH32 (2 Wo.)CH | Erstveröffentlichung: 8. Dezember 2022 |
| 2023 | YumYum High & hungrig 3                    | DE5 (4 Wo.)DE | AT6 (4 Wo.)AT | CH15 (2 Wo.)CH | Erstveröffentlichung: 19. Januar 2023 mit Gzuz |
| 2023 | Sturkopf (mit ner Glock) High & hungrig 3  | DE4 (7 Wo.)DE | AT6 (5 Wo.)AT | CH21 (2 Wo.)CH | Erstveröffentlichung: 9. Februar 2023 mit Gzuz |
| 2023 | Abziehen High & hungrig 3                  | DE9 (4 Wo.)DE | AT15 (2 Wo.)AT | CH34 (1 Wo.)CH | Erstveröffentlichung: 2. März 2023 mit Gzuz |
| 2023 | Nix zu tun High & hungrig 3                | DE10 (5 Wo.)DE | AT14 (3 Wo.)AT | CH35 (1 Wo.)CH | Erstveröffentlichung: 16. März 2023 mit Gzuz feat. Olexesh |
| 2023 | Tanzen (mit Handschellen) High & hungrig 3 | DE12 (4 Wo.)DE | AT9 (3 Wo.)AT | CH39 (1 Wo.)CH | Erstveröffentlichung: 5. April 2023 mit Gzuz |
| 2023 | Cinnamon Roll High & hungrig 3             | DE3 (9 Wo.)DE | AT1 (15 Wo.)AT | CH10 (4 Wo.)CH | Erstveröffentlichung: 20. April 2023 mit Gzuz |
| 2023 | Alles nur kein Star –                      | DE3 (7 Wo.)DE | AT2 (6 Wo.)AT | CH4 (5 Wo.)CH | Erstveröffentlichung: 1. Juni 2023 |
| 2023 | So Loveline EP                             | DE4 (8 Wo.)DE | AT1 (9 Wo.)AT | CH10 (4 Wo.)CH | Erstveröffentlichung: 6. Juli 2023 |
| 2023 | WTF?! –                                    | DE21 (2 Wo.)DE | AT22 (1 Wo.)AT | CH35 (1 Wo.)CH | Erstveröffentlichung: 24. August 2023 |
| 2023 | Telefon ohne Kabel Loveline EP             | DE18 (2 Wo.)DE | AT24 (2 Wo.)AT | CH29 (1 Wo.)CH | Erstveröffentlichung: 7. September 2023 |
| 2023 | Mein Bett Loveline EP                      | DE24 (2 Wo.)DE | AT28 (1 Wo.)AT | CH47 (1 Wo.)CH | Erstveröffentlichung: 5. Oktober 2023 |
| 2023 | Das ist Bonez Loveline EP                  | DE18 (3 Wo.)DE | AT21 (1 Wo.)AT | CH35 (1 Wo.)CH | Erstveröffentlichung: 19. Oktober 2023 |
| 2023 | Fußballer –                                | DE6 (2 Wo.)DE | AT3 (4 Wo.)AT | CH21 (1 Wo.)CH | Erstveröffentlichung: 16. November 2023 |
| 2023 | Money & Fame –                             | DE30 (3 Wo.)DE | AT67 (1 Wo.)AT | CH38 (1 Wo.)CH | Erstveröffentlichung: 14. Dezember 2023 feat. Ufo361 |
| 2024 | Auf alles! –                               | DE29 (1 Wo.)DE | AT56 (1 Wo.)AT | — | Erstveröffentlichung: 8. Februar 2024 feat. Nizi19 |
| 2024 | Wenn du mich kennst Gameboy                | DE16 (4 Wo.)DE | AT24 (1 Wo.)AT | CH37 (1 Wo.)CH | Erstveröffentlichung: 11. Juli 2024 |
| 2024 | Ba$$tard Gameboy                           | DE25 (4 Wo.)DE | AT47 (1 Wo.)AT | CH81 (1 Wo.)CH | Erstveröffentlichung: 15. August 2024 feat. Juju |
| 2024 | Hab Bock Gameboy                           | DE15 (3 Wo.)DE | AT29 (1 Wo.)AT | CH37 (1 Wo.)CH | Erstveröffentlichung: 5. September 2024 feat. Trettmann |
| 2024 | Für Mary <3 Gameboy                        | DE77 (1 Wo.)DE | — | — | Erstveröffentlichung: 19. September 2024 |
| 2024 | Bad Gameboy                                | DE30 (1 Wo.)DE | AT46 (1 Wo.)AT | CH69 (1 Wo.)CH | Erstveröffentlichung: 10. Oktober 2024 feat. Gzuz |
| 2024 | Früher sterben Gameboy                     | DE14 (5 Wo.)DE | AT18 (3 Wo.)AT | CH42 (2 Wo.)CH | Erstveröffentlichung: 24. Oktober 2024 |
| 2024 | Toyota (2016) –                            | DE25 (6 Wo.)DE | AT31 (7 Wo.)AT | CH54 (2 Wo.)CH | Erstveröffentlichung: 26. Dezember 2024 |
| 2025 | Bissu dumm ¿ –                             | DE11 (4 Wo.)DE | AT17 (3 Wo.)AT | CH18 (2 Wo.)CH | Erstveröffentlichung: 27. März 2025 mit Nate57 |
| 2025 | Bissu dumm ¿ (Megalodon Remix) –           | DE8 (4 Wo.)DE | AT15 (2 Wo.)AT | CH19 (2 Wo.)CH | Erstveröffentlichung: 16. April 2025 mit Nate57 feat. AchtVier, AK 33, AK Ausserkontrolle, Azad, Big Toe, Caney030, Celo & Abdi, Crackaveli, Curse, Dardan, Die P, Eno, Finch, Frauenarzt, Hakan Abi, Haze, Jaill, Jan Delay, Jonesmann, Juju, Kaisa Natron, Kolja Goldstein, Kontra K, Kwam.E, Laas Unltd., LX, Makko, Massiv, MP Freshly, Nizi19, Olexesh, OTW, Reeperbahn Kareem, Sa4, Saliou, Samra, Sido, Silva, Sil3A, Ski Aggu, Tom Hengst, Vega, Veysel, Zined |
| 2025 | Elefanten –                                | DE35 (1 Wo.)DE | AT48 (1 Wo.)AT | CH84 (1 Wo.)CH | Erstveröffentlichung: 22. Mai 2025 |
| 2025 | Hellcat Dumm aber doppelt                  | DE37 (1 Wo.)DE | — | — | Erstveröffentlichung: 12. Juni 2025 mit LX |
| 2025 | Teller Penne Dumm aber doppelt             | DE59 (… Wo.)DE | — | — | Erstveröffentlichung: 26. Juni 2025 mit LX |
| 2025 | Pizza Salami Dumm aber doppelt             | DE83 (… Wo.)DE | — | — | Erstveröffentlichung: 3. Juli 2025 mit LX feat. DeeVoe |
| 2025 | Selfie Stick (Anthem) Dumm aber doppelt    | — | — | — | Erstveröffentlichung: 10. Juli 2025 mit LX |
| Folgende Lieder erschienen nicht als Single, wurden aber durch das Album zum Download und Streaming bereitgestellt und konnten somit eine Platzierung erlangen: |                                            | | | | |
| |                                            | | | | |
| 2016 | Blättchen und Ganja High & hungrig 2       | DE60 Gold · (1 Wo.)DE | — | — | Charteinstieg: 3. Juni 2016 Verkäufe: + 200.000; mit Gzuz |
| 2016 | Meine Couch High & hungrig 2               | DE73 (1 Wo.)DE | — | — | Charteinstieg: 3. Juni 2016 mit Gzuz |
| 2016 | Intro High & hungrig 2                     | DE75 (1 Wo.)DE | — | — | Charteinstieg: 3. Juni 2016 mit Gzuz |
| 2016 | Wolke 7 High & hungrig 2                   | DE78 (1 Wo.)DE | — | — | Charteinstieg: 3. Juni 2016 mit Gzuz |
| 2016 | Hauptsache laut High & hungrig 2           | DE81 (1 Wo.)DE | — | — | Charteinstieg: 3. Juni 2016 feat. Hanybal |
| 2016 | Model High & hungrig 2                     | DE85 (1 Wo.)DE | — | — | Charteinstieg: 3. Juni 2016 mit Gzuz feat. Maxwell |
| 2016 | Rum Cola High & hungrig 2                  | DE87 (1 Wo.)DE | — | — | Charteinstieg: 3. Juni 2016 mit Gzuz |
| 2016 | Das Gefühl High & hungrig 2                | DE89 (1 Wo.)DE | — | — | Charteinstieg: 3. Juni 2016 mit Gzuz |
| 2016 | Ciao Ciao Palmen aus Plastik               | DE36 (4 Wo.)DE | — | — | Charteinstieg: 16. September 2016 mit RAF Camora |
| 2016 | Erblindet Palmen aus Plastik               | DE37 (5 Wo.)DE | — | — | Charteinstieg: 16. September 2016 mit RAF Camora |
| 2016 | Skimaske Palmen aus Plastik                | DE45 (3 Wo.)DE | — | — | Charteinstieg: 16. September 2016 mit RAF Camora feat. Gzuz |
| 2016 | Evil Palmen aus Plastik                    | DE57 (3 Wo.)DE | — | — | Charteinstieg: 16. September 2016 mit RAF Camora feat. Tommy Lee Sparta |
| 2016 | Attackieren Palmen aus Plastik             | DE59 Gold · (3 Wo.)DE | — | — | Charteinstieg: 16. September 2016 Videoauskopplung: 26. September 2016 Verkäufe: + 200.000; mit RAF Camora feat. Hanybal |
| 2016 | Cabriolet Palmen aus Plastik               | DE62 (2 Wo.)DE | — | — | Charteinstieg: 16. September 2016 mit RAF Camora |
| 2016 | Killa Palmen aus Plastik                   | DE68 (1 Wo.)DE | — | — | Charteinstieg: 16. September 2016 mit RAF Camora feat. D-Flame |
| 2016 | Vaporizer Palmen aus Plastik               | DE73 (1 Wo.)DE | — | — | Charteinstieg: 16. September 2016 mit RAF Camora feat. Trettmann |
| 2016 | Dankbarkeit Palmen aus Plastik             | DE74 (1 Wo.)DE | — | — | Charteinstieg: 16. September 2016 mit RAF Camora |
| 2016 | Daneben Palmen aus Plastik                 | DE86 (1 Wo.)DE | — | — | Charteinstieg: 16. September 2016 mit RAF Camora feat. Trettmann |
| 2016 | Intro Palmen aus Plastik                   | DE98 (1 Wo.)DE | — | — | Charteinstieg: 16. September 2016 mit RAF Camora |
| 2016 | Skandale Tannen aus Plastik                | DE25 Gold · (6 Wo.)DE | — | CH48 (1 Wo.)CH | Charteinstieg: 23. Dezember 2016 Verkäufe: + 200.000; mit RAF Camora feat. Gzuz |
| 2016 | Atramis Tannen aus Plastik                 | DE36 Gold · (5 Wo.)DE | — | — | Charteinstieg: 23. Dezember 2016 Verkäufe: + 200.000; mit RAF Camora feat. Bausa |
| 2016 | Verräter Tannen aus Plastik                | DE55 (1 Wo.)DE | — | — | Charteinstieg: 23. Dezember 2016 mit RAF Camora |
| 2016 | 10 Jahre 187 Allstars EP                   | DE24 Gold · (9 Wo.)DE | — | CH52 (1 Wo.)CH | Charteinstieg: 23. Dezember 2016 Videoauskopplung: 29. Dezember 2016 Verkäufe: + 200.000; mit Gzuz, LX, Maxwell & Sa4 |
| 2016 | Großes Kaliber 187 Allstars EP             | DE40 (1 Wo.)DE | — | — | Charteinstieg: 23. Dezember 2016 mit Gzuz feat. Kontra K |
| 2016 | Lebenslauf 187 Allstars EP                 | DE53 (1 Wo.)DE | — | — | Charteinstieg: 23. Dezember 2016 mit Gzuz |
| 2016 | Meine Sprache 187 Allstars EP              | DE60 (1 Wo.)DE | — | CH94 (1 Wo.)CH | Charteinstieg: 23. Dezember 2016 mit Gzuz & Sa4 feat. RAF Camora |
| 2017 | Millionär Sampler 4                        | DE2 ×3Dreifachgold · (18 Wo.)DE | AT29 (7 Wo.)AT | CH32 (6 Wo.)CH | Charteinstieg: 21. Juli 2017 Verkäufe: + 600.000; mit Gzuz |
| 2017 | High Life Sampler 4                        | DE30 Gold · (5 Wo.)DE | AT67 (2 Wo.)AT | — | Charteinstieg: 21. Juli 2017 Verkäufe: + 200.000; mit Gzuz & Maxwell feat. RAF Camora |
| 2017 | Sitzheizung Sampler 4                      | DE35 Gold · (5 Wo.)DE | — | — | Charteinstieg: 21. Juli 2017 Verkäufe: + 200.000; mit Gzuz |
| 2017 | 100er Batzen Sampler 4                     | DE45 (4 Wo.)DE | — | — | Charteinstieg: 21. Juli 2017 Videoauskopplung: 8. August 2017 mit Gzuz, LX & Sa4 |
| 2017 | Lächeln Sampler 4                          | DE53 Gold · (3 Wo.)DE | — | — | Charteinstieg: 21. Juli 2017 Verkäufe: + 200.000 |
| 2017 | Zeit ist Geld Sampler 4                    | DE61 (2 Wo.)DE | — | — | Charteinstieg: 21. Juli 2017 mit Gzuz & Sa4 |
| 2017 | Was ist passiert?! Sampler 4               | DE72 (2 Wo.)DE | — | — | Charteinstieg: 21. Juli 2017 mit Gzuz & LX |
| 2017 | Ballermann Sampler 4                       | DE81 (2 Wo.)DE | — | — | Charteinstieg: 21. Juli 2017 mit Gzuz & LX |
| 2018 | Nummer unterdrückt Palmen aus Plastik 2    | DE3 Gold · (13 Wo.)DE | AT1 (19 Wo.)AT | CH7 (6 Wo.)CH | Charteinstieg: 12. Oktober 2018 Verkäufe: + 200.000; mit RAF Camora |
| 2018 | Ja Mann! Palmen aus Plastik 2              | DE5 (5 Wo.)DE | AT4 (1 Wo.)AT | — | Charteinstieg: 12. Oktober 2018 mit RAF Camora |
| 2018 | Kompanie Palmen aus Plastik 2              | DE7 (5 Wo.)DE | AT5 (1 Wo.)AT | — | Charteinstieg: 12. Oktober 2018 mit RAF Camora feat. Hanybal |
| 2018 | Prominent Palmen aus Plastik 2             | DE8 (5 Wo.)DE | AT6 (1 Wo.)AT | CH9 (1 Wo.)CH | Charteinstieg: 12. Oktober 2018 mit RAF Camora |
| 2018 | Von ihnen gelernt Palmen aus Plastik 2     | DE10 (3 Wo.)DE | AT8 (1 Wo.)AT | — | Charteinstieg: 12. Oktober 2018 mit RAF Camora |
| 2018 | Alien Palmen aus Plastik 2                 | DE11 (4 Wo.)DE | AT9 (1 Wo.)AT | — | Charteinstieg: 12. Oktober 2018 mit RAF Camora |
| 2018 | Nein Palmen aus Plastik 2                  | DE13 (3 Wo.)DE | AT11 (1 Wo.)AT | — | Charteinstieg: 12. Oktober 2018 mit RAF Camora |
| 2018 | MDMA Palmen aus Plastik 2                  | DE14 (3 Wo.)DE | AT12 (1 Wo.)AT | — | Charteinstieg: 12. Oktober 2018 mit RAF Camora |
| 2018 | 100 Palmen aus Plastik 2                   | DE15 (4 Wo.)DE | AT14 (1 Wo.)AT | — | Charteinstieg: 12. Oktober 2018 mit RAF Camora feat. Trettmann & KitschKrieg |
| 2018 | Krimineller Palmen aus Plastik 2           | DE17 (3 Wo.)DE | AT13 (1 Wo.)AT | — | Charteinstieg: 12. Oktober 2018 mit RAF Camora feat. Kontra K |
| 2018 | Prophezeit Palmen aus Plastik 2            | DE21 (3 Wo.)DE | AT18 (1 Wo.)AT | — | Charteinstieg: 12. Oktober 2018 mit RAF Camora |
| 2018 | Intro Palmen aus Plastik 2                 | DE49 (1 Wo.)DE | AT42 (1 Wo.)AT | — | Charteinstieg: 12. Oktober 2018 mit RAF Camora |
| 2018 | Letzte Nacht Vulcano EP                    | DE82 (1 Wo.)DE | AT71 (1 Wo.)AT | — | Charteinstieg: 12. Oktober 2018 feat. LX, Maxwell & Sa4 |
| 2020 | Ihr Hobby Hollywood                        | DE3 (7 Wo.)DE | AT3 (5 Wo.)AT | CH8 (2 Wo.)CH | Charteinstieg: 18. September 2020 feat. Maxwell |
| 2020 | Papa ist in Hollywood Hollywood            | DE42 (6 Wo.)DE | AT6 (2 Wo.)AT | CH11 (3 Wo.)CH | Charteinstieg: 20. September 2020 |
| 2020 | 187 Gang Hollywood                         | DE52 (3 Wo.)DE | AT38 (4 Wo.)AT | — | Charteinstieg: 2. Oktober 2020 feat. Gzuz, LX, Maxwell & Sa4 |
| 2020 | Grabstein Hollywood                        | DE— aDE | — | — | Charteinstieg: 2. Oktober 2020 feat. Gzuz |
| 2020 | Wild Wild West Hollywood                   | DE— bDE | — | — | Charteinstieg: 2. Oktober 2020 feat. Jahmiel |
| 2020 | Handschuhfach Hollywood                    | DE— cDE | — | — | Charteinstieg: 2. Oktober 2020 |
| 2020 | Panik Hollywood                            | DE— dDE | — | — | Charteinstieg: 2. Oktober 2020 |
| 2020 | Jetski Hollywood Uncut                     | DE15 (3 Wo.)DE | AT9 (3 Wo.)AT | CH16 (3 Wo.)CH | Charteinstieg: 8. November 2020 |
| 2020 | Raubüberfall Hollywood Uncut               | DE— eDE | AT21 (1 Wo.)AT | CH47 (1 Wo.)CH | Charteinstieg: 8. November 2020 |
| 2020 | Finger voller Ringe Hollywood Uncut        | DE— fDE | — | — | Charteinstieg: 20. November 2020 |
| 2021 | Alles nach Plan Sampler 5                  | DE5 (7 Wo.)DE | AT4 (6 Wo.)AT | CH14 (3 Wo.)CH | Charteinstieg: 21. Mai 2021 mit Gzuz & Maxwell |
| 2021 | Täter intensiv Sampler 5                   | — | AT26 (1 Wo.)AT | CH55 (1 Wo.)CH | Charteinstieg: 23. Mai 2021 mit Gzuz feat. Temsa7 |
| 2022 | Eine Idee Palmen aus Plastik 3             | DE5 (6 Wo.)DE | AT5 (7 Wo.)AT | CH15 (1 Wo.)CH | Charteinstieg: 16. September 2022 mit RAF Camora |
| 2022 | Diamant Palmen aus Plastik 3               | DE53 (2 Wo.)DE | AT6 (2 Wo.)AT | CH11 (3 Wo.)CH | Charteinstieg: 18. September 2022 mit RAF Camora |
| 2023 | Babylon High & hungrig 3                   | DE9 (4 Wo.)DE | AT6 (4 Wo.)AT | CH12 (3 Wo.)CH | Charteinstieg: 5. Mai 2023 mit Gzuz |
| 2023 | 40 Jahre High & hungrig 3                  | DE— gDE | AT23 (2 Wo.)AT | CH52 (1 Wo.)CH | Charteinstieg: 7. Mai 2023 mit Gzuz |
| 2023 | On Fire Loveline EP                        | DE36 (1 Wo.)DE | AT45 (1 Wo.)AT | CH86 (1 Wo.)CH | Charteinstieg: 10. November 2023 |
| 2024 | Du Trottel! Gameboy                        | DE66 (1 Wo.)DE | — | — | Charteinstieg: 8. November 2024 |
| 2025 | Fuffi im Tank Dumm aber doppelt            | DE80 (… Wo.)DE | — | — | Charteinstieg: 25. Juli 2025 mit LX feat. Gzuz |

### Als Gastmusiker
| Jahr | Titel Album                                 | Höchstplatzierung, Gesamtwochen, AuszeichnungChartplatzierungen (Jahr, Titel, Album, Platzierungen, Wochen, Auszeichnungen, Anmerkungen) | Höchstplatzierung, Gesamtwochen, AuszeichnungChartplatzierungen (Jahr, Titel, Album, Platzierungen, Wochen, Auszeichnungen, Anmerkungen) | Höchstplatzierung, Gesamtwochen, AuszeichnungChartplatzierungen (Jahr, Titel, Album, Platzierungen, Wochen, Auszeichnungen, Anmerkungen) | Anmerkungen                                                                                                 |
| Jahr | Titel Album                                 | DE | AT | CH | Anmerkungen                                                                                                 |
| --- | ------------------------------------------- | --- | --- | --- | --- |
| 2016 | Geschichte Ghøst                            | — | — | — | Erstveröffentlichung: 25. März 2016 RAF Camora feat. Bonez MC                                               |
| 2016 | Luv –                                       | — | — | — | Erstveröffentlichung: 8. Dezember 2016 Tory Lanez feat. Bonez MC                                            |
| 2017 | Asi JOOJ                                    | — | — | — | Erstveröffentlichung: 17. Februar 2017 Blut & Kasse feat. Bonez MC                                          |
| 2017 | Plem Plem Gute Nacht                        | DE46 (5 Wo.)DE | — | — | Erstveröffentlichung: 7. April 2017 Kontra K feat. Bonez MC & RAF Camora                                    |
| 2017 | Kontrollieren Anthrazit                     | DE11 Platin · (32 Wo.)DE | AT32 Gold · (7 Wo.)AT | CH46 Gold · (4 Wo.)CH | Erstveröffentlichung: 26. April 2017 Verkäufe: + 425.000 RAF Camora feat. Bonez MC, Gzuz & Maxwell          |
| 2017 | Alles probiert Anthrazit                    | DE37 Gold · (10 Wo.)DE | AT33 Gold · (10 Wo.)AT | CH88 (1 Wo.)CH | Erstveröffentlichung: 21. Juli 2017 Verkäufe: + 215.000; RAF Camora feat. Bonez MC                          |
| 2017 | GottSeiDank #DIY                            | DE31 Gold · (11 Wo.)DE | AT56 (5 Wo.)AT | — | Erstveröffentlichung: 12. September 2017 Verkäufe: + 200.000 Trettmann feat. Bonez MC & RAF Camora          |
| 2017 | Schnell machen Neue deutsche Quelle         | DE11 (6 Wo.)DE | AT25 (2 Wo.)AT | CH36 (2 Wo.)CH | Erstveröffentlichung: 13. Oktober 2017 Sa4 feat. Bonez MC & Gzuz                                            |
| 2017 | 1 Schuss –                                  | DE23 (2 Wo.)DE | AT60 (1 Wo.)AT | CH84 (1 Wo.)CH | Erstveröffentlichung: 8. Dezember 2017 Ufo361 feat. Bonez MC                                                |
| 2018 | Was erlebt Wolke 7                          | DE3 (8 Wo.)DE | AT2 (6 Wo.)AT | CH18 (3 Wo.)CH | Erstveröffentlichung: 27. April 2018 Gzuz feat. Bonez MC                                                    |
| 2018 | Über Nacht Wolke 7                          | DE6 (6 Wo.)DE | AT6 (4 Wo.)AT | CH22 (3 Wo.)CH | Erstveröffentlichung: 18. Mai 2018 Gzuz feat. Bonez MC, Maxwell & Ufo361                                    |
| 2018 | Alles nur Show Aywa                         | — | — | — | Erstveröffentlichung: 30. Mai 2018 Schwesta Ewa feat. Bonez MC                                              |
| 2018 | HaifischNikez Allstars Leak EP              | DE3 Gold · (11 Wo.)DE | AT5 (10 Wo.)AT | CH9 (5 Wo.)CH | Erstveröffentlichung: 28. Dezember 2018 Verkäufe: + 200.000 LX & Maxwell feat. Bonez MC, Gzuz & Sa4         |
| 2019 | Dschinni Gringoland                         | DE16 (2 Wo.)DE | AT22 (2 Wo.)AT | CH48 (1 Wo.)CH | Erstveröffentlichung: 25. Januar 2019 Gringo feat. Bonez MC                                                 |
| 2019 | 7 5 0 Import / Export                       | — | — | — | Erstveröffentlichung: 15. Mai 2019 Verkäufe: + 20.000 Malik Montana feat. Milonair & Bonez MC               |
| 2019 | Autopilot G.T.A. (Gangster ticken anders)   | DE20 (2 Wo.)DE | AT22 (1 Wo.)AT | CH48 (1 Wo.)CH | Erstveröffentlichung: 21. Juni 2019 Milonair feat. Bonez MC                                                 |
| 2019 | 100 Round Drum Obststand 2                  | DE24 (2 Wo.)DE | AT31 (2 Wo.)AT | CH84 (1 Wo.)CH | Erstveröffentlichung: 25. Juni 2019 LX & Maxwell feat. Bonez MC, Gzuz & Sa4                                 |
| 2019 | Zu echt Hart auf Hart                       | DE49 (1 Wo.)DE | AT57 (1 Wo.)AT | CH98 (1 Wo.)CH | Erstveröffentlichung: 2. August 2019 Mortel feat. Bonez MC                                                  |
| 2020 | Wasser Krieg dein Geld hoch                 | DE— hDE | — | — | Erstveröffentlichung: 24. Januar 2020 Big Toe feat. Bonez MC                                                |
| 2020 | In meinem Benz A.S.S.N. 2                   | DE1 Platin · (26 Wo.)DE | AT1 Platin · (25 Wo.)AT | CH11 (21 Wo.)CH | Erstveröffentlichung: 29. Mai 2020 Verkäufe: + 430.000; AK Ausserkontrolle feat. Bonez MC                   |
| 2020 | International Criminal KitschKrieg          | DE6 (7 Wo.)DE | AT5 (8 Wo.)AT | CH23 (4 Wo.)CH | Erstveröffentlichung: 24. Juli 2020 KitschKrieg feat. Bonez MC & Vybz Kartel                                |
| 2020 | 20 Zoll MAE Mietwagentape 2                 | DE48 (1 Wo.)DE | — | — | Erstveröffentlichung: 14. Oktober 2020 Celo & Abdi feat. Bonez MC                                           |
| 2020 | Kaktus Vergossenes Blut trocknet nie        | DE43 (1 Wo.)DE | AT66 (1 Wo.)AT | CH84 (1 Wo.)CH | Erstveröffentlichung: 11. Dezember 2020 Ramo feat. Bonez MC                                                 |
| 2021 | 7 Stay High                                 | DE2 Gold · (7 Wo.)DE | AT1 (9 Wo.)AT | CH7 (3 Wo.)CH | Erstveröffentlichung: 1. Januar 2021 Verkäufe: + 200.000; Ufo361 feat. Bonez MC                             |
| 2021 | Auf mein Fahrrad Inhale/Exhale              | DE9 (3 Wo.)DE | AT13 (2 Wo.)AT | CH31 (2 Wo.)CH | Erstveröffentlichung: 7. Januar 2021 LX feat. Bonez MC                                                      |
| 2021 | Drück auf’s Pedal Ungestreckt EP 2          | DE— iDE | — | — | Erstveröffentlichung: 8. Januar 2021 Camaeleon & Koushino feat. Bonez MC                                    |
| 2021 | NBA Reset                                   | DE9 (2 Wo.)DE | AT26 (1 Wo.)AT | CH54 (1 Wo.)CH | Erstveröffentlichung: 5. Februar 2021 Jalil feat. Bonez MC                                                  |
| 2021 | Turtlez –                                   | DE30 (1 Wo.)DE | AT39 (1 Wo.)AT | CH75 (1 Wo.)CH | Erstveröffentlichung: 9. April 2021 Big Toe feat. Bonez MC                                                  |
| 2021 | Tausend Nummern (Remix) Tausend Nummern     | — | — | — | Erstveröffentlichung: 16. April 2021 Camaeleon & Koushino feat. Bonez MC                                    |
| 2021 | Racks in den Socken –                       | DE— jDE | — | — | Erstveröffentlichung: 25. Juni 2021 Ceso feat. AJÉ, Bonez MC, Olexesh & Zined                               |
| 2021 | Blaues Licht Zukunft II                     | DE1 Platin · (60 Wo.)DE | AT1 ×2Doppelplatin · (… Wo.)AT | CH2 (30 Wo.)CH | Erstveröffentlichung: 23. Juli 2021 Verkäufe: + 460.000; RAF Camora feat. Bonez MC                          |
| 2022 | Wenn ich will Große Freiheit                | DE2 (5 Wo.)DE | AT6 (3 Wo.)AT | CH16 (3 Wo.)CH | Erstveröffentlichung: 6. Januar 2022 Gzuz feat. Bonez MC                                                    |
| 2022 | 187 Allstars ‘22 Organisiert                | DE3 (5 Wo.)DE | AT8 (3 Wo.)AT | CH14 (2 Wo.)CH | Erstveröffentlichung: 25. Februar 2022 Sa4 feat. Bonez MC, Gzuz, LX & Maxwell                               |
| 2022 | Tag Team Hall of Fame                       | DE34 (1 Wo.)DE | AT67 (1 Wo.)AT | — | Erstveröffentlichung: 4. März 2022 Frauenarzt feat. Bonez MC                                                |
| 2022 | Mukke Signal                                | DE39 (2 Wo.)DE | AT37 (1 Wo.)AT | CH68 (1 Wo.)CH | Erstveröffentlichung: 15. April 2022 Gallo Nero feat. Bonez MC                                              |
| 2022 | Machen Geld Organisiert                     | DE31 (1 Wo.)DE | AT56 (1 Wo.)AT | CH62 (1 Wo.)CH | Erstveröffentlichung: 6. Mai 2022 Sa4 feat. Bonez MC                                                        |
| 2022 | Tracksuit B2B                               | DE29 (1 Wo.)DE | AT60 (1 Wo.)AT | CH59 (1 Wo.)CH | Erstveröffentlichung: 10. November 2022 Kalim feat. Bonez MC                                                |
| 2023 | Minimum Haraga                              | DE16 (2 Wo.)DE | AT27 (1 Wo.)AT | CH48 (1 Wo.)CH | Erstveröffentlichung: 18. Mai 2023 HoodBlaq feat. Bonez MC                                                  |
| 2023 | Gramm für Gramm Matador                     | DE14 (3 Wo.)DE | AT23 (2 Wo.)AT | CH32 (1 Wo.)CH | Erstveröffentlichung: 8. Juni 2023 Olexesh feat. Bonez MC                                                   |
| 2023 | One Touch (00212) Bladi Tapes               | DE55 (1 Wo.)DE | — | — | Erstveröffentlichung: 15. Juni 2023 Silva feat. Bonez MC                                                    |
| 2023 | Abturn –                                    | DE41 (1 Wo.)DE | AT57 (1 Wo.)AT | CH94 (1 Wo.)CH | Erstveröffentlichung: 23. Juni 2023 Volo feat. Bonez MC                                                     |
| 2023 | Draußen Obststand 3                         | DE62 (1 Wo.)DE | — | — | Erstveröffentlichung: 31. August 2023 LX & Maxwell feat. Bonez MC                                           |
| 2024 | Dopeboy –                                   | DE— kDE | — | — | Erstveröffentlichung: 12. Januar 2024 Big Toe feat. Bonez MC                                                |
| 2024 | Really –                                    | DE39 (1 Wo.)DE | AT50 (1 Wo.)AT | CH69 (1 Wo.)CH | Erstveröffentlichung: 15. März 2024 Lucry & Suena feat. Bonez MC & Young Dolph                              |
| 2024 | Unerlaubtes Fahren Freitag der 13.          | DE44 (2 Wo.)DE | AT59 (1 Wo.)AT | CH91 (1 Wo.)CH | Erstveröffentlichung: 6. Juni 2024 Gzuz feat. Bonez MC                                                      |
| 2024 | Frisch aus der Trap Freitag der 13.         | DE47 (1 Wo.)DE | — | — | Erstveröffentlichung: 19. Juni 2024 Gzuz feat. Bonez MC                                                     |
| 2024 | 070 Shake Your Love Is King 3               | DE53 (1 Wo.)DE | — | — | Erstveröffentlichung: 15. November 2024 Trettmann feat. Bonez MC                                            |
| 2024 | Tagesablauf –                               | DE96 (1 Wo.)DE | — | — | Erstveröffentlichung: 11. Dezember 2024 Lucio101 feat. Bonez MC                                             |
| 2024 | Allstars 2024 Dopeboy Dreams                | DE87 (1 Wo.)DE | — | — | Erstveröffentlichung: 19. Dezember 2024 LX feat. AchtVier, Bonez MC, Gzuz, Maxwell & Sa4                    |
| Folgende Lieder erschienen nicht als Single, wurden aber durch das Album zum Download und Streaming bereitgestellt und konnten somit eine Platzierung erlangen: |                                             | | | | |
| |                                             | | | | |
| 2016 | Baller los Haramstufe Rot                   | DE83 (3 Wo.)DE | — | — | Videoauskopplung: 1. September 2016 Charteinstieg: 2. September 2016 Hanybal feat. Bonez MC                 |
| 2016 | Safari                                      | DE29 Platin · (19 Wo.)DE | AT41 (… Wo.)AT | CH51 (1 Wo.)CH | Charteinstieg: 23. Dezember 2016 Verkäufe: + 400.000; Maxwell feat. Bonez MC & RAF Camora                   |
| 2016 | Spielplatz Safari                           | DE51 Gold · (1 Wo.)DE | — | CH70 (1 Wo.)CH | Charteinstieg: 23. Dezember 2016 Verkäufe: + 200.000; Maxwell feat. Bonez MC                                |
| 2017 | Jim Beam & Voddi A.S.S.N.                   | DE83 Platin · (2 Wo.)DE | — | — | Charteinstieg: 19. Mai 2017 Verkäufe: + 400.000; AK Ausserkontrolle feat. Bonez MC                          |
| 2017 | Sie will Verloren im Paradies               | DE65 (3 Wo.)DE | — | — | Charteinstieg: 30. Juni 2017 PA Sports feat. Bonez MC & RAF Camora                                          |
| 2017 | Augenblick Anthrazit                        | DE65 (3 Wo.)DE | AT62 (1 Wo.)AT | — | Charteinstieg: 1. September 2017 RAF Camora feat. Bonez MC                                                  |
| 2017 | Allstars Neue deutsche Quelle               | DE15 (3 Wo.)DE | AT40 (1 Wo.)AT | CH61 (1 Wo.)CH | Videoauskopplung: 10. November 2017 Charteinstieg: 17. November 2017 Sa4 feat. Bonez MC, Gzuz, LX & Maxwell |
| 2017 | Waffen Anthrazit RR                         | DE21 Gold · (11 Wo.)DE | AT45 (7 Wo.)AT | CH47 (1 Wo.)CH | Charteinstieg: 22. Dezember 2017 Verkäufe: + 200.000 RAF Camora feat. Bonez MC, Gzuz & Ufo361               |
| 2018 | Schüsse aus’m Benz Rolexesh                 | DE47 (2 Wo.)DE | — | CH91 (1 Wo.)CH | Charteinstieg: 9. März 2018 Olexesh feat. Bonez MC                                                          |
| 2018 | Auf einmal sind alle korrekt Geld Gold Gras | DE73 (1 Wo.)DE | — | — | Charteinstieg: 16. März 2018 18 Karat feat. Bonez MC                                                        |
| 2019 | Lifestyle Leak EP                           | DE62 (1 Wo.)DE | AT57 (1 Wo.)AT | CH100 (1 Wo.)CH | Charteinstieg: 3. Mai 2019 LX & Maxwell feat. Bonez MC                                                      |
| 2019 | Dachterasse Obststand 2                     | DE73 (1 Wo.)DE | — | — | Charteinstieg: 5. Juli 2019 LX & Maxwell feat. Bonez MC                                                     |
| 2019 | Wassermelone Obststand 2                    | DE81 (1 Wo.)DE | — | — | Charteinstieg: 5. Juli 2019 LX & Maxwell feat. Bonez MC                                                     |
| 2019 | Bunkerplatz Obststand 2                     | DE87 (1 Wo.)DE | — | — | Charteinstieg: 5. Juli 2019 LX & Maxwell feat. Bonez MC                                                     |
| 2019 | Unnormal Zenit                              | DE13 (11 Wo.)DE | AT5 (8 Wo.)AT | CH13 (5 Wo.)CH | Charteinstieg: 8. November 2019 RAF Camora feat. Bonez MC                                                   |
| 2020 | Es geht voran Zenit RR                      | DE20 (3 Wo.)DE | AT5 (2 Wo.)AT | CH25 (2 Wo.)CH | Charteinstieg: 17. Januar 2020 RAF Camora feat. Bonez MC                                                    |
| 2020 | Verkackt Gzuz                               | DE7 (4 Wo.)DE | AT7 (4 Wo.)AT | CH22 (3 Wo.)CH | Charteinstieg: 21. Februar 2020 Gzuz feat. Bonez MC                                                         |
| 2020 | Kriminell Gzuz                              | — | — | CH58 (1 Wo.)CH | Charteinstieg: 23. Februar 2020 Gzuz feat. Bonez MC & Gallo Nero                                            |
| 2021 | Die Straße lebt Hrrr                        | DE33 (1 Wo.)DE | AT63 (1 Wo.)AT | CH94 (1 Wo.)CH | Charteinstieg: 19. Februar 2021 Xatar feat. Bonez MC, Gzuz & Almany                                         |
| 2022 | Becher voll Schnapz Kein Plan               | DE56 (1 Wo.)DE | — | — | Charteinstieg: 3. Juni 2022 Maxwell feat. Bonez MC                                                          |
| 2024 | Cabrio Augen Husky 2                        | DE28 (3 Wo.)DE | AT41 (1 Wo.)AT | CH49 (1 Wo.)CH | Charteinstieg: 17. Mai 2024 Olexesh feat. Bonez MC                                                          |

## Videoalben und Musikvideos

### Videoalben
| Jahr | Titel Musiklabel                                              | Anmerkungen |
| ---- | ------------------------------------------------------------- | --- |
| 2016 | Palmen aus Plastik – Live in Stuttgart Auf!Keinen!Fall! (UMG) | Erstveröffentlichung: 16. Dezember 2016 mit RAF Camora auch Teil von Palmen aus Plastik – Winteredition Verkäufe werden Palmen aus Plastik hinzuaddiert |

### Musikvideos
| Jahr | Titel                     | Regie                                  |
| ---- | ------------------------- | -------------------------------------- |
| 2012 | 1Fach1Genie               | Toprott Muzik                          |
| 2012 | Zahlen an der Wand        | Toprott Muzik                          |
| 2012 | Mir egal / Überfall       | Toprott Muzik                          |
| 2012 | Du verlierst              | Toprott Muzik                          |
| 2013 | Wer wir sind              |                                        |
| 2014 | Dagegen                   |                                        |
| 2014 | Freitag                   |                                        |
| 2014 | Gefährlich                | Bonez MC                               |
| 2015 | Es rollt wieder           |                                        |
| 2015 | 9mm                       |                                        |
| 2015 | Kriminell                 | Bonez MC                               |
| 2015 | Bademantel                |                                        |
| 2016 | Geschichte                | Shaho Casado                           |
| 2016 | Intro                     |                                        |
| 2016 | Meine Couch               |                                        |
| 2016 | Palmen aus Plastik        | Shaho Casado                           |
| 2016 | Mörder                    | Shaho Casado                           |
| 2016 | Baller los                | Eugen Kazakov                          |
| 2016 | Ohne mein Team            | Shaho Casado                           |
| 2016 | Attackieren               | Shaho Casado                           |
| 2016 | Palmen aus Gold           | Shaho Casado                           |
| 2016 | An ihnen vorbei           | Shaho Casado                           |
| 2016 | 10 Jahre                  | Akita Productions                      |
| 2017 | Kontrollieren             | Shaho Casado                           |
| 2017 | Jim Beam & Voddi          | Shaho Casado                           |
| 2017 | Mit den Jungz             | Christoph Szulecki                     |
| 2017 | Alles probiert            | Shaho Casado                           |
| 2017 | 100er Batzen              | Christoph Szulecki                     |
| 2017 | Allstars                  | Shaho Casado                           |
| 2018 | 500 PS                    | Shaho Casado                           |
| 2018 | Risiko                    | Shaho Casado                           |
| 2018 | Kokain                    | Shaho Casado                           |
| 2018 | HaifischNikez Allstars    | Shaho Casado                           |
| 2019 | Zu echt                   | Cameron Carrasquilla, John Doe Film    |
| 2019 | Karneval                  | Shaho Casado                           |
| 2019 | Honda Civic               | Pascal Kerouche                        |
| 2020 | Shotz Fired               | Pascal Kerouche                        |
| 2020 | Roadrunner                | Shaho Casado                           |
| 2020 | Big Body Benz             | Shaho Casado                           |
| 2020 | Tilidin weg               | Shaho Casado                           |
| 2020 | Fuckst mich nur ab        | Shaho Casado                           |
| 2020 | Niemals unter 1000        | Bonez MC, Pascal Kerouche              |
| 2020 | Angeklagt                 | Shaho Casado                           |
| 2020 | Kaktus                    | Valentin Eckle                         |
| 2021 | Paradies                  | Bonez MC, Pascal Kerouche              |
| 2021 | Verpennt                  | Bonez MC, Pascal Kerouche              |
| 2021 | Extasy                    | Bonez MC, Pascal Kerouche              |
| 2021 | Blaues Licht              | Shaho Casado                           |
| 2021 | Eine Pille                | Shaho Casado                           |
| 2022 | Wenn ich will             | Shaho Casado                           |
| 2022 | 187 Allstars ‘22          | Shaho Casado                           |
| 2022 | Tag Team                  | Bonez MC, Pascal Kerouche              |
| 2022 | Mukke                     | Pascal Kerouche                        |
| 2022 | Machen Geld               | Shaho Casado                           |
| 2022 | Letztes Mal               | Shaho Casado                           |
| 2022 | Sommer                    | Shaho Casado                           |
| 2022 | Taxi                      | Shaho Casado                           |
| 2022 | Weed mit nach Bayern      | Shaho Casado                           |
| 2023 | YumYum                    |                                        |
| 2023 | Sturkopf (mit ner Glock)  | Shaho Casado                           |
| 2023 | Abziehen                  |                                        |
| 2023 | Tanzen (mit Handschellen) | Shaho Casado                           |
| 2023 | Alles nur kein Star       | Bonez MC, Pascal Kerouche              |
| 2023 | So                        | Shaho Casado                           |
| 2023 | Telefon ohne Kabel        | Shaho Casado                           |
| 2023 | Das ist Bonez             | Shaho Casado                           |
| 2023 | Fußballer                 | Shaho Casado                           |
| 2023 | Money & Fame              | MacDuke                                |
| 2024 | Auf alles!                | Marco Schnarbach                       |
| 2024 | Unerlaubtes Fahren        | Safak Isa                              |
| 2024 | Frisch aus der Trap       | Benny 030                              |
| 2024 | Wenn du mich kennst       | Shaho Casado                           |
| 2024 | Ba$$tard                  | Benny 030                              |
| 2024 | für Mary <3               | Shaho Casado                           |
| 2024 | Bad                       | Shaho Casado                           |
| 2024 | Früher sterben            | Shaho Casado                           |
| 2024 | 187 Allstars 2024         | Shaho Casado                           |
| 2024 | Toyota (2016)             | Bonez MC                               |
| 2025 | Bissu dumm ¿              | Benny 030 (Original + Megalodon Remix) |
| 2025 | Hellcat                   | Benny 030                              |
| 2025 | Teller Penne              | Benny 030                              |
| 2025 | Pizza Salami              | Benny 030                              |

## Promoveröffentlichungen
| Jahr | Titel Album            | Anmerkungen                                          |
| ---- | ---------------------- | ---------------------------------------------------- |
| 2015 | Hurensohn –            | Erstveröffentlichung: 2. August 2015 mit Gzuz        |
| 2018 | Beste Leben –          | Erstveröffentlichung: 18. Juli 2018 mit RAF Camora   |
| 2019 | Karneval –             | Erstveröffentlichung: 5. August 2019 mit RAF Camora  |
| 2022 | Weed mit nach Bayern – | Erstveröffentlichung: 1. Oktober 2022 mit RAF Camora |

| Jahr | Titel Album                     | Anmerkungen                                                           |
| ---- | ------------------------------- | --------------------------------------------------------------------- |
| 2008 | Egal was du denkst Juice CD #92 | Erstveröffentlichung: 25. Juli 2008 feat. Juvel, Rob Easy & Sprachtot |
| 2012 | 16 Bars Juice CD #114           | Erstveröffentlichung: 8. November 2012                                |
| 2014 | Leggaschmegga Juice CD #124     | Erstveröffentlichung: 27. März 2014 feat. Maxwell                     |
| 2014 | Kingsize Juice CD #126          | Erstveröffentlichung: 18. Dezember 2014 feat. Maxwell                 |
| 2016 | Diemak Juice CD #133            | Erstveröffentlichung: 21. April 2016 Kontra K feat. Bonez & Gzuz      |

| Jahr | Titel Album                                 | Anmerkungen                                                       |
| ---- | ------------------------------------------- | ----------------------------------------------------------------- |
| 2017 | Realität Anthrazit RR                       | Erstveröffentlichung: 15. Dezember 2017 RAF Camora feat. Bonez MC |
| 2023 | High & hungrig 3 (Snippet) High & hungrig 3 | Erstveröffentlichung: 29. März 2023 mit Gzuz                      |

## Sonderveröffentlichungen

### Alben
| Jahr | Titel Musiklabel                        | Anmerkungen |
| ---- | --------------------------------------- | --- |
| 2018 | Gold Kitchen Radio Vertigo Berlin (UMG) | Erstveröffentlichung: 4. Oktober 2018 Teil des Boxsets von Palmen aus Plastik 2; auch separat als Streaming erschienen |

### Lieder
| Jahr | Titel Album                                  | Anmerkungen                                                                            |
| ---- | -------------------------------------------- | -------------------------------------------------------------------------------------- |
| 2008 | Ghettopräsident Eintritt frei Pt. 2          | Erstveröffentlichung: 22. Dezember 2008 Juvel feat. Bonez MC, BoZ & Nate57             |
| 2009 | Jeder von unz Undercover                     | Erstveröffentlichung: 2009 Sa4 feat. Bonez MC                                          |
| 2009 | Qualität setzt sich durch Undercover         | Erstveröffentlichung: 2009 Sa4 feat. Bonez MC                                          |
| 2009 | Straßengesetze Undercover                    | Erstveröffentlichung: 2009 Sa4 feat. Bonez MC                                          |
| 2009 | Alkohol Undercover                           | Erstveröffentlichung: 2009 Sa4 feat. Bonez MC & Sonic                                  |
| 2010 | Vom Tag bis zur Nacht Auf biegen und brechen | Erstveröffentlichung: 2010 AchtVier & Veli feat. Bonez MC                              |
| 2010 | Man Tut Was Man Kann Für Meine Leute         | Erstveröffentlichung: Mai 2010 Charnell feat. Bonez MC                                 |
| 2010 | Nix zu verliern Jib ihm                      | Erstveröffentlichung: 11. November 2010 Mosh36 & Said feat. Bonez MC                   |
| 2010 | So gut Jib ihm                               | Erstveröffentlichung: 11. November 2010 Mosh36 & Said feat. Bonez MC                   |
| 2011 | Boshaft Said                                 | Erstveröffentlichung: 1. Juli 2011 Said feat. Bonez MC                                 |
| 2011 | Hart im Visier Abstand                       | Erstveröffentlichung: 29. Juli 2011 AchtVier feat. Bonez MC & Hasuna                   |
| 2011 | Für die Neidaz Abstand                       | Erstveröffentlichung: 29. Juli 2011 AchtVier feat. Bonez MC & Pada Lash                |
| 2012 | ULF Kiffersong Moshroom                      | Erstveröffentlichung: 11. September 2012 Mosh36 feat. Various Artists                  |
| 2012 | OneEightSeven Moshroom                       | Erstveröffentlichung: 11. September 2012 Mosh36 feat. AchtVier, Bonez MC & Sa4         |
| 2013 | C.A.S.H. Nettoblaster                        | Erstveröffentlichung: 2013 Capuz feat. Bonez MC                                        |
| 2013 | Meine Welt 1-Mann-Armee                      | Erstveröffentlichung: 5. April 2013 Blokkmonsta feat. Bonez MC, Kontra K & Skinny Al   |
| 2013 | Flexfit Play My Beatz                        | Erstveröffentlichung: 26. April 2013 P.M.B. feat. AchtVier & Bonez MC                  |
| 2013 | Mach was 12 Runden                           | Erstveröffentlichung: 6. September 2013 Kontra K feat. Bonez MC                        |
| 2014 | Was ein Mann tun muss Schwartz auf Weiss     | Erstveröffentlichung: 28. November 2014 Schwartz feat. Various Artists                 |
| 2014 | Kannste ma sehen Yayo-Tape                   | Erstveröffentlichung: 22. Dezember 2014 Baba Saad feat. Bonez MC                       |
| 2015 | Gangsta Rap Obststand                        | Erstveröffentlichung: 12. Juni 2015 LX feat. Bonez MC                                  |
| 2015 | Es rollt wieder Taxi Driver                  | Erstveröffentlichung: 3. Juli 2015 P.M.B. feat. Bonez MC & Gzuz                        |
| 2015 | 9mm Ebbe & Flut                              | Erstveröffentlichung: 9. Oktober 2015 Gzuz feat. Bonez MC                              |
| 2015 | Bringt es kein Geld Ebbe & Flut              | Erstveröffentlichung: 9. Oktober 2015 Gzuz feat. Bonez MC & Sa4                        |
| 2015 | Käufliche Goldfische Ebbe & Flut             | Erstveröffentlichung: 9. Oktober 2015 Gzuz feat. Bonez MC                              |
| 2016 | 187 Leben II                                 | Erstveröffentlichung: 15. Januar 2016 Azad feat. Bonez MC & Gzuz                       |
| 2016 | Bleib auf dem Teppich Ich bin ein Berliner   | Erstveröffentlichung: 25. März 2016 Ufo361 feat. Bonez MC                              |
| 2016 | Geschichte Ghøst                             | Erstveröffentlichung: 15. April 2016 RAF Camora feat. Bonez MC                         |
| 2016 | Realer gehts nicht Panzaknacka               | Erstveröffentlichung: 15. April 2016 AK Ausserkontrolle feat. Bonez MC                 |
| 2016 | Es macht sich bezahlt Guten Abend, Hip Hop … | Erstveröffentlichung: 6. Mai 2016 Haze feat. Bonez MC & RAF Camora                     |
| 2016 | Gut Böse Labyrinth                           | Erstveröffentlichung: 20. Mai 2016 Kontra K feat. Bonez MC, Nizi & RAF Camora          |
| 2016 | Baller los Haramstufe Rot                    | Erstveröffentlichung: 16. September 2016 Hanybal feat. Bonez MC                        |
| 2016 | Safari                                       | Erstveröffentlichung: 16. Dezember 2016 Maxwell feat. Bonez MC & RAF Camora            |
| 2016 | Spielplatz Safari                            | Erstveröffentlichung: 16. Dezember 2016 Maxwell feat. Bonez MC                         |
| 2017 | Was 2 hol 10 Makarov Komplex                 | Erstveröffentlichung: 3. Februar 2017 Capital Bra feat. Bonez MC & Haze                |
| 2017 | Asi JOOJ                                     | Erstveröffentlichung: 3. März 2017 Blut & Kasse feat. Bonez MC                         |
| 2017 | Plem Plem Gute Nacht                         | Erstveröffentlichung: 28. April 2017 Kontra K feat. Bonez MC & RAF Camora              |
| 2017 | Schlaf Gute Nacht                            | Erstveröffentlichung: 28. April 2017 Kontra K feat. Bonez MC & BTNG                    |
| 2017 | Jim Beam & Voddi A.S.S.N.                    | Erstveröffentlichung: 5. Mai 2017 AK Ausserkontrolle feat. Bonez MC                    |
| 2017 | Sie will Verloren im Paradies                | Erstveröffentlichung: 23. Juni 2017 PA Sports feat. Bonez MC & RAF Camora              |
| 2017 | Eigener Bozz NXTLVL                          | Erstveröffentlichung: 21. Juli 2017 Azad feat. Bonez MC & RAF Camora                   |
| 2017 | Alles probiert Anthrazit                     | Erstveröffentlichung: 25. August 2017 RAF Camora feat. Bonez MC                        |
| 2017 | Augenblick Anthrazit                         | Erstveröffentlichung: 25. August 2017 RAF Camora feat. Bonez MC                        |
| 2017 | Kontrollieren Anthrazit                      | Erstveröffentlichung: 25. August 2017 RAF Camora feat. Bonez MC, Gzuz & Maxwell        |
| 2017 | GottSeiDank #DIY                             | Erstveröffentlichung: 29. September 2017 Trettmann feat. Bonez MC & RAF Camora         |
| 2017 | Allstars Neue deutsche Quelle                | Erstveröffentlichung: 10. November 2017 Sa4 feat. Bonez MC, Gzuz, LX & Maxwell         |
| 2017 | Schnell machen Neue deutsche Quelle          | Erstveröffentlichung: 10. November 2017 Sa4 feat. Bonez MC & Gzuz                      |
| 2017 | Realität Anthrazit RR                        | Erstveröffentlichung: 15. Dezember 2017 RAF Camora feat. Bonez MC                      |
| 2017 | Waffen Anthrazit RR                          | Erstveröffentlichung: 15. Dezember 2017 RAF Camora feat. Bonez MC, Gzuz & Ufo361       |
| 2018 | Auf einmal sind alle korrekt Geld Gold Gras  | Erstveröffentlichung: 2. März 2018 18 Karat feat. Bonez MC                             |
| 2018 | Schüsse aus’m Benz Rolexesh                  | Erstveröffentlichung: 2. März 2018 Olexesh feat. Bonez MC                              |
| 2018 | Über Nacht Wolke 7                           | Erstveröffentlichung: 25. Mai 2018 Gzuz feat. Bonez MC, Maxwell & Ufo361               |
| 2018 | Was erlebt Wolke 7                           | Erstveröffentlichung: 25. Mai 2018 Gzuz feat. Bonez MC                                 |
| 2018 | Alles nur Show Aywa                          | Erstveröffentlichung: 1. Juni 2018 Schwesta Ewa feat. Bonez MC                         |
| 2019 | HaifischNikez Allstars Leak EP               | Erstveröffentlichung: 26. April 2019 LX & Maxwell feat. Bonez MC, Gzuz & Sa4           |
| 2019 | Lifestyle Leak EP                            | Erstveröffentlichung: 26. April 2019 LX & Maxwell feat. Bonez MC                       |
| 2019 | Peinlich Leak EP                             | Erstveröffentlichung: 26. April 2019 LX & Maxwell feat. Bonez MC                       |
| 2019 | 100 Round Drum Obststand 2                   | Erstveröffentlichung: 28. Juni 2019 LX & Maxwell feat. Bonez MC, Gzuz & Sa4            |
| 2019 | Bunkerplatz Obststand 2                      | Erstveröffentlichung: 28. Juni 2019 LX & Maxwell feat. Bonez MC                        |
| 2019 | Dachterasse Obststand 2                      | Erstveröffentlichung: 28. Juni 2019 LX & Maxwell feat. Bonez MC                        |
| 2019 | Laserpointer Obststand 2                     | Erstveröffentlichung: 28. Juni 2019 LX & Maxwell feat. Bonez MC                        |
| 2019 | Wassermelone Obststand 2                     | Erstveröffentlichung: 28. Juni 2019 LX & Maxwell feat. Bonez MC                        |
| 2019 | Autopilot G.T.A. (Gangster ticken anders)    | Erstveröffentlichung: 19. Juli 2019 Milonair feat. Bonez MC                            |
| 2019 | 7 5 0 Import / Export                        | Erstveröffentlichung: 27. September 2019 Malik Montana feat. Bonez MC & Milonair       |
| 2019 | Unnormal Zenit                               | Erstveröffentlichung: 1. November 2019 RAF Camora feat. Bonez MC                       |
| 2019 | Verändert Zenit                              | Erstveröffentlichung: 1. November 2019 RAF Camora feat. Bonez MC                       |
| 2020 | Es geht voran Zenit RR                       | Erstveröffentlichung: 10. Januar 2020 RAF Camora feat. Bonez MC                        |
| 2020 | Verkackt Gzuz                                | Erstveröffentlichung: 14. Februar 2020 Gzuz feat. Bonez MC                             |
| 2020 | Kriminell Gzuz                               | Erstveröffentlichung: 14. Februar 2020 Gzuz feat. Bonez MC & Gallo Nero                |
| 2020 | Wasser Krieg dein Geld hoch                  | Erstveröffentlichung: 13. März 2020 Big Toe feat. Bonez MC                             |
| 2020 | International Criminal KitschKrieg           | Erstveröffentlichung: 7. August 2020 KitschKrieg feat. Bonez MC & Vybz Kartel          |
| 2020 | In meinem Benz A.S.S.N. 2                    | Erstveröffentlichung: 21. August 2020 AK Ausserkontrolle feat. Bonez MC                |
| 2020 | Zu echt Hart auf Hart                        | Erstveröffentlichung: 11. September 2020 Mortel feat. Bonez MC                         |
| 2020 | Dschinni Gringoland                          | Erstveröffentlichung: 25. September 2020 Gringo feat. Bonez MC                         |
| 2021 | 20 Zoll MAE Mietwagentape 2                  | Erstveröffentlichung: 8. Januar 2021 Celo & Abdi feat. Bonez MC                        |
| 2021 | Drück auf’s Pedal Ungestreckt EP 2           | Erstveröffentlichung: 8. Januar 2021 Camaeleon & Koushino feat. Bonez MC               |
| 2021 | Auf mein Fahrrad Inhale/Exhale               | Erstveröffentlichung: 15. Januar 2021 LX feat. Bonez MC                                |
| 2021 | Bout that Time Inhale/Exhale                 | Erstveröffentlichung: 15. Januar 2021 LX feat. Bonez MC & Volo                         |
| 2021 | Die Straße lebt Hrrr                         | Erstveröffentlichung: 12. Februar 2021 Xatar feat. Almany, Bonez MC & Gzuz             |
| 2021 | Kaktus Vergossenes Blut trocknet nie         | Erstveröffentlichung: 16. März 2021 Ramo feat. Bonez MC                                |
| 2021 | NBA Reset                                    | Erstveröffentlichung: 26. März 2021 Jalil feat. Bonez MC                               |
| 2021 | 7 Stay High                                  | Erstveröffentlichung: 30. April 2021 Ufo361 feat. Bonez MC                             |
| 2021 | Tausend Nummern (Remix) Tausend Nummern      | Erstveröffentlichung: 21. Mai 2021 Camaeleon & Koushino feat. Bonez MC                 |
| 2021 | Blaues Licht Zukunft II                      | Erstveröffentlichung: 1. Oktober 2021 RAF Camora feat. Bonez MC                        |
| 2022 | Money kommt Große Freiheit                   | Erstveröffentlichung: 14. Januar 2022 Gzuz feat. Bonez MC & Quada                      |
| 2022 | Skimaske Große Freiheit                      | Erstveröffentlichung: 14. Januar 2022 Gzuz feat. Bonez MC & LX                         |
| 2022 | So wie Lass es uns kriegen                   | Erstveröffentlichung: 4. Februar 2022 Big Toe feat. Bonez MC                           |
| 2022 | Wenn ich will Große Freiheit                 | Erstveröffentlichung: 14. Januar 2022 Gzuz feat. Bonez MC                              |
| 2022 | 187 Allstars ‘22 Organisiert                 | Erstveröffentlichung: 27. Mai 2022 Sa4 feat. Bonez MC, Gzuz, LX & Maxwell              |
| 2022 | Machen Geld Organisiert                      | Erstveröffentlichung: 27. Mai 2022 Sa4 feat. Bonez MC                                  |
| 2022 | So High Organisiert                          | Erstveröffentlichung: 27. Mai 2022 Sa4 feat. Bonez MC & LX                             |
| 2022 | Tracksuit B2B                                | Erstveröffentlichung: 8. Dezember 2022 Kalim feat. Bonez MC                            |
| 2023 | Tag Team Hall of Fame                        | Erstveröffentlichung: 31. März 2023 Frauenarzt feat. Bonez MC                          |
| 2023 | Minimum Haraga                               | Erstveröffentlichung: 19. Mai 2023 HoodBlaq feat. Bonez MC                             |
| 2023 | One Touch (00212) Bladi Tapes                | Erstveröffentlichung: 29. Juni 2023 Silva feat. Bonez MC                               |
| 2023 | Double Cup Obststand 3                       | Erstveröffentlichung: 14. September 2023 LX & Maxwell feat. Bonez MC & Gzuz            |
| 2023 | Draußen Obststand 3                          | Erstveröffentlichung: 14. September 2023 LX & Maxwell feat. Bonez MC                   |
| 2023 | Long Time Obststand 3                        | Erstveröffentlichung: 14. September 2023 LX & Maxwell feat. Bonez MC                   |
| 2024 | Gramm für Gramm Matador                      | Erstveröffentlichung: 12. Januar 2024 Olexesh feat. Bonez MC                           |
| 2024 | Cabrio Augen Husky 2                         | Erstveröffentlichung: 9. Mai 2024 Olexesh feat. Bonez MC                               |
| 2024 | Frisch aus der Trap Freitag der 13.          | Erstveröffentlichung: 13. Juni 2024 Gzuz feat. Bonez MC                                |
| 2024 | Himmel wird blau Freitag der 13.             | Erstveröffentlichung: 13. Juni 2024 Gzuz feat. Bonez MC & Olexesh                      |
| 2024 | Unerlaubtes Fahren Freitag der 13.           | Erstveröffentlichung: 13. Juni 2024 Gzuz feat. Bonez MC                                |
| 2024 | 070 Shake Your Love Is King 3                | Erstveröffentlichung: 29. November 2024 Trettmann feat. Bonez MC                       |
| 2025 | Allstars 2024 Dopeboy Dreams                 | Erstveröffentlichung: 30. Januar 2025 LX feat. AchtVier, Bonez MC, Gzuz, Maxwell & Sa4 |
| 2025 | Edibles Dopeboy Dreams                       | Erstveröffentlichung: 30. Januar 2025 LX feat. Bonez MC                                |
| 2025 | Snickers Dopeboy Dreams                      | Erstveröffentlichung: 30. Januar 2025 LX feat. Bonez MC & Gzuz                         |

| Jahr | Titel Album                                   | Anmerkungen                                                             |
| ---- | --------------------------------------------- | ----------------------------------------------------------------------- |
| 2007 | Hood Die Gesellschaft Der Schwarzen Raben     | Erstveröffentlichung: 8. Juni 2007 mit Charnell                         |
| 2007 | Top Rott Die Gesellschaft Der Schwarzen Raben | Erstveröffentlichung: 8. Juni 2007                                      |
| 2008 | Das ist Rap Mehr Schein als sein              | Erstveröffentlichung: 5. Dezember 2008                                  |
| 2012 | Das Bonez 2012 Distributionz Sampler Nr. II   | Erstveröffentlichung: 2012                                              |
| 2015 | Intro Der Sampler 3                           | Erstveröffentlichung: 30. Januar 2015 mit Gzuz, Hasuna & Maxwell        |
| 2015 | Einfach Der Sampler 3                         | Erstveröffentlichung: 30. Januar 2015 mit Gzuz & Maxwell                |
| 2015 | Bademantel Der Sampler 3                      | Erstveröffentlichung: 30. Januar 2015 mit Maxwell                       |
| 2015 | Freitag Der Sampler 3                         | Erstveröffentlichung: 30. Januar 2015 mit Maxwell                       |
| 2015 | Geht los! Der Sampler 3                       | Erstveröffentlichung: 30. Januar 2015 mit Gzuz & Sa4                    |
| 2015 | Sirp Der Sampler 3                            | Erstveröffentlichung: 30. Januar 2015 mit Fatal & Gzuz                  |
| 2015 | Gefährlich Der Sampler 3                      | Erstveröffentlichung: 30. Januar 2015 mit Gzuz                          |
| 2015 | Tatsachen Der Sampler 3                       | Erstveröffentlichung: 30. Januar 2015 mit Momo                          |
| 2015 | Unter uns Der Sampler 3                       | Erstveröffentlichung: 30. Januar 2015 mit Kontra K                      |
| 2015 | So fremd Der Sampler 3                        | Erstveröffentlichung: 30. Januar 2015                                   |
| 2017 | 100er Batzen Sampler 4                        | Erstveröffentlichung: 18. Juli 2017 mit Gzuz, LX & Sa4                  |
| 2017 | Ballermann Sampler 4                          | Erstveröffentlichung: 18. Juli 2017 mit Gzuz & LX                       |
| 2017 | High Life Sampler 4                           | Erstveröffentlichung: 18. Juli 2017 mit Gzuz & Maxwell feat. RAF Camora |
| 2017 | Lächeln Sampler 4                             | Erstveröffentlichung: 18. Juli 2017                                     |
| 2017 | Millionär Sampler 4                           | Erstveröffentlichung: 18. Juli 2017 mit Gzuz                            |
| 2017 | Mit Absicht Sampler 4                         | Erstveröffentlichung: 18. Juli 2017 mit LX & Maxwell                    |
| 2017 | Mit den Jungz Sampler 4                       | Erstveröffentlichung: 18. Juli 2017 mit Gzuz & LX                       |
| 2017 | Sitzheizung Sampler 4                         | Erstveröffentlichung: 18. Juli 2017 mit Gzuz                            |
| 2017 | Was ist passiert?! Sampler 4                  | Erstveröffentlichung: 18. Juli 2017 mit Gzuz & LX                       |
| 2017 | Zeit ist Geld Sampler 4                       | Erstveröffentlichung: 18. Juli 2017 mit Gzuz & Sa4                      |
| 2020 | Honda Civic Nonstop                           | Erstveröffentlichung: 28. Februar 2020 mit The Cratez                   |
| 2021 | Alles nach Plan Sampler 5                     | Erstveröffentlichung: 14. Mai 2021 mit Gzuz & Maxwell                   |
| 2021 | Extasy Sampler 5                              | Erstveröffentlichung: 14. Mai 2021 feat. Frauenarzt                     |
| 2021 | Ganxta im CD Regal Sampler 5                  | Erstveröffentlichung: 14. Mai 2021 mit Gzuz & Maxwell                   |
| 2021 | GNRFT Sampler 5                               | Erstveröffentlichung: 14. Mai 2021 mit LX & Maxwell feat. Big Toe       |
| 2021 | High Sampler 5                                | Erstveröffentlichung: 14. Mai 2021 mit Gzuz, LX & Maxwell               |
| 2021 | Hotel Sampler 5                               | Erstveröffentlichung: 14. Mai 2021 mit Maxwell & Sa4                    |
| 2021 | Paradies (Sampler Version) Sampler 5          | Erstveröffentlichung: 14. Mai 2021 mit Gzuz & Sa4                       |
| 2021 | Täter intensiv Sampler 5                      | Erstveröffentlichung: 14. Mai 2021 mit Gzuz feat. Temsa7                |
| 2021 | Verpennt Sampler 5                            | Erstveröffentlichung: 14. Mai 2021 mit LX & Sa4                         |
| 2022 | Bob Marley Nonstop: NXTGEN                    | Erstveröffentlichung: 23. September 2022 mit The Cratez & LX            |

## Statistik

### Chartauswertung
|                     | DE     | AT     | CH     |
| ------------------- | ------ | ------ | ------ |
| Nummer-eins-Alben   | DE7DE  | AT5AT  | CH4CH  |
| Top-10-Alben        | DE11DE | AT10AT | CH9CH  |
| Alben in den Charts | DE13DE | AT12AT | CH12CH |

|                       | DE      | AT      | CH      |
| --------------------- | ------- | ------- | ------- |
| Nummer-eins-Singles   | DE9DE   | AT11AT  | CH—CH   |
| Top-10-Singles        | DE53DE  | AT50AT  | CH23CH  |
| Singles in den Charts | DE174DE | AT121AT | CH109CH |

### Auszeichnungen für Musikverkäufe
| Platin-Schallplatte - Polen - 2020: für die Single 7 5 0 |

Anmerkung: Auszeichnungen in Ländern aus den Charttabellen bzw. Chartboxen sind in ebendiesen zu finden.
| Land/RegionAuszeichnungen für Musikverkäufe (Land/Region, Auszeichnungen, Verkäufe, Quellen) | Gold       | Platin       | Diamant     | Verkäufe   | Quellen                      |
| -------------------------------------------------------------------------------------------- | ---------- | ------------ | ----------- | ---------- | ---------------------------- |
| Deutschland (BVMI)                                                                           | 27× Gold27 | 21× Platin21 | 2× Diamant2 | 15.000.000 | musikindustrie.de            |
| Österreich (IFPI)                                                                            | 12× Gold12 | 7× Platin7   | —           | 352.500    | ifpi.at Einzelnachweise      |
| Polen (ZPAV)                                                                                 | —          | Platin1      | —           | 20.000     | olis.pl                      |
| Schweiz (IFPI)                                                                               | Gold1      | Platin1      | —           | 30.000     | hitparade.ch Einzelnachweise |
| Insgesamt                                                                                    | 40× Gold40 | 30× Platin30 | 2× Diamant2 |            |                              |